# Hueyi Tlatoani

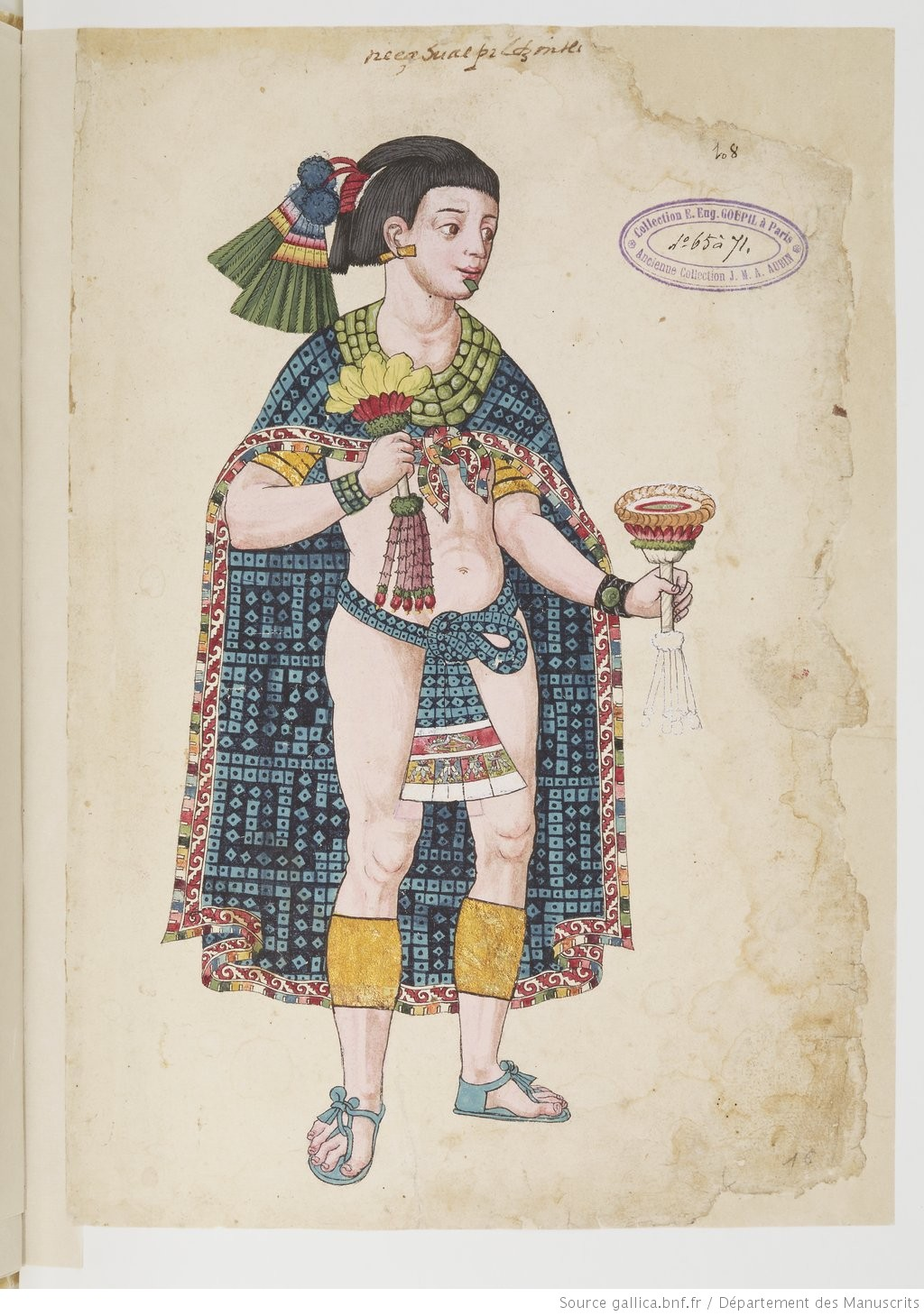
Nezahualpiltzintli, Texcoco uralkodójának 17. századi ábrázolása az Ixtlilxochitl kódexből

A Tlatoani (tlahtoāni, klasszikus navatl nyelven: tlahtoāni: "uralkodó, vezető"; többes számban tlatohqueh) egy történelmi cím, amelyet az āltepēmeh (egyes számban āltepētl, európai nyelvekre gyakran "városállam"-ként fordítják) olyan autonóm politikai egységek uralkodói használtak, amelyeket számos prekolumbián navatl nyelvű nép alkotott Mexikó völgyében. A huēyi tlatoāni (jelentése navatl nyelven: "nagy beszélő, nagy uralkodó, császár") címet a Tenocstitlan, Texcoco és Tlacopan āltepēmeh szövetségét alkotó Azték Birodalom uralkodói használták.
Minden āltepētl-nek megvolt a maga tlatoani-ja, aki egyszerre volt uralkodó, főpap és főparancsnok is. A tlatoani gyakorolta a hatalmat az āltepētl-en belüli összes földterület felett, felügyelte az adóbehajtást, a piaci kereskedelmet, a templomi ügyeket és a bírósági viták rendezését. A tlatoani általában dinasztikus uralkodó volt, aki a királyi családból származott, és élete végéig uralkodott. Bizonyos esetekben azonban a nemesekből, vénekből és papokból álló tanács négy jelölt közül választott uralkodót.

## Etimológia
A tlahtoāni kifejezés a tlatoa igéből származó szó, amelynek jelentése "beszélni", így szó szerinti jelentése "az, aki beszél". Európai nyelvekre sokféle jelentéssel fordították "király", "uralkodó", "vezér" vagy - etimológiája alapján - "beszélő" jelentéssel. Többes számban tlahtohqueh, illetve *tlatohcā- alakban, mint a tlatocāyōtl ("uralkodó, birodalom"), tlatocātlātlālli ("királyi földek") és tlatocācalli ("királyi palota").
A kapcsolódó címek közé tartozik a tlatohcāpilli, amelyet hercegeknek és magas rangú nemeseknek adtak, és a cihuātlatoāni, amelyet nemes asszonyok, köztük királyi hitvesek vagy hercegnők használtak.

## Parancsnoki hierarchia
A cihuācōātl volt a tlatoani után az állam második embere, a nemesség tagja volt, legfőbb bíraként szolgált, és kezelte az āltepētl pénzügyeit.

## Az uralkodó feladatai háború idején
Háborús időkben a tlatoani feladata volt a haditervek és stratégiák kidolgozása a hadserege számára. Ezeket a terveket azután dolgozta ki, hogy különböző felderítőktől, hírvivőktől és kémektől kapott információkat, akiket az ellenséges āltepētl (városállam) felé küldtek. Ezekből a jelentésekből részletes információkat kapott az ellenséges városállamról. Ez azért volt lényeges, mert ez biztosította minden egyes csata sikerét.
Az alaprajzok részletesek voltak a város szerkezetéről és az azt körülvevő területekről. A tlatoani volt a legjobban informált minden konfliktusról a birodalmában és azon kívül is, és ő volt az elsődleges döntéshozó a háború során.
Ugyancsak az uralkodó feladata volt, hogy a városállamából küldött ajándékok és követek útján támogatást szerezzen a szövetséges uralkodóktól. Háborúk idején a tlatoani-t azonnal értesítették harcosai haláláról és fogságba eséséről. Az is az ő feladata volt, hogy tájékoztassa polgárait az elesett vagy fogságba esett harcosokról, sikeres katonáit megjutalmazta.

## Tenocstitlan uralkodói

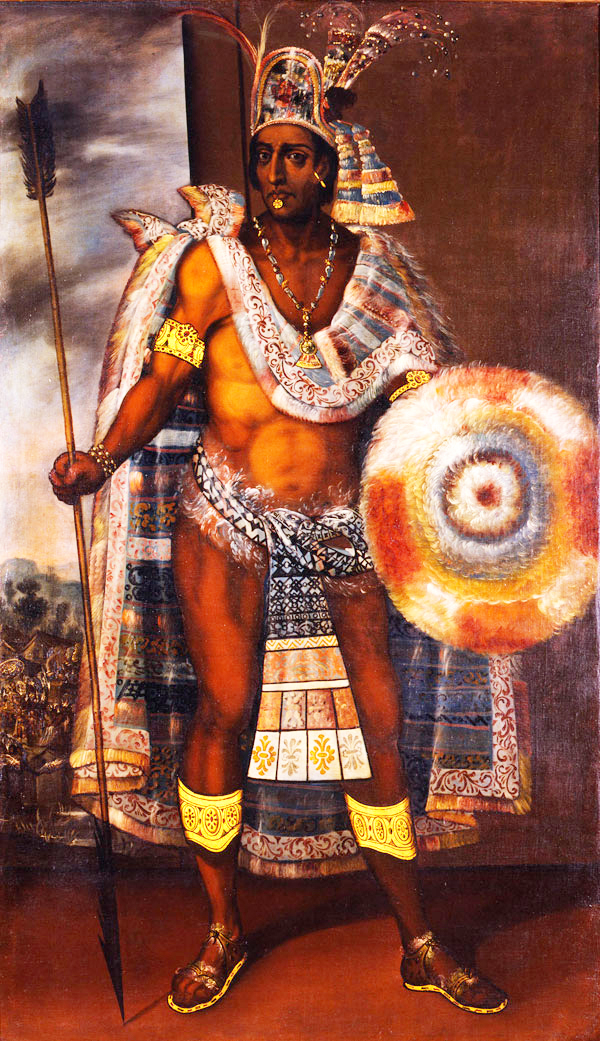
II. Moctezuma, az Azték Birodalom tizedik császára (élt: 1466 – 1520. június 30., uralkodott: 1502 – 1520)

Tenocstitlan városának tizenegy uralkodója volt. Itzcoatl-tól kezdve Tenocstitlan tlatoani-ja volt az Azték Birodalom Hueyi Tlatoani-ja (császára) is.
- Acamapichtli 1376-1395
- Huitzilíhuitl 1395-1417
- Chimalpopoca 1417-1427
- Itzcóatl 1427-1440
- I. Moctezuma 1440-1469
- Axayácatl	1469-1481
- Tízoc	1481-1486
- Ahuízotl 1486-1502
- II. Moctezuma 1502-1520
- Cuitláhuac 1520
- Cuauhtémoc 1520-1525 (1521-től formális)

## Spanyol uralom alatt kinevezett uralkodók
- Diego Velázquez Tlacotzin	1525-1526
- Andrés de Tapia Motelchiuh 1526-1530
- Pablo Xochiquentzin 1532-1536
- Diego Huanitzin 1539-1541
- Diego de San Francisco Tehuetzquitizin 1541-1554
- Esteban de Guzmán régens 1554-1556
- Cristóbal de Guzmán Cecetzin 1557-1562
- Luis de Santa María Nanacacipactzin 1563-1565

## Fordítás
- Ez a szócikk részben vagy egészben  a   Tlahtoani című angol Wikipédia-szócikk fordításán alapul.  Az eredeti cikk szerkesztőit annak laptörténete sorolja fel. Ez a jelzés csupán a megfogalmazás eredetét és a szerzői jogokat jelzi, nem szolgál a cikkben szereplő információk forrásmegjelöléseként.